# Hermann von Köln
Hermann von Köln (Hermannus Coloniensis, Hermann von Scheda, Hermannus quondam Iudaeus, Juda ben David ha-Levi; * 1107/08; † nach 1181) war ein jüdischer Konvertit und Prämonstratenser-Chorherr.
Um 1107/1108 wurde Juda ben David ha-Levi als Sohn reicher jüdischer Eltern geboren und war schon in frühen Jahren in die Geschäftsangelegenheiten seiner Familie eingebunden. Gegen 1130 half er Bischof Egbert von Münster (1127–1132) in Mainz mit einem Darlehen aus, bis zu dessen Rückzahlung er ihn zwanzig Wochen lang begleitete. Währenddessen stellte sich ihm auf seinen Wunsch hin der Abt Rupert von Deutz zu einem Disput über ihre verschiedenen Religionen und er erhielt Einblick in die Klostergemeinschaft der Prämonstratenser zu Cappenberg. Um diese Zeit – zwischen 1127 und 1134 – konvertierte er zum christlichen Glauben. Gemeinsam mit einem kleinen Stiefbruder, den er dazu heimlich aus Mainz herbeigeholt hatte, ließ er sich in St. Peter zu Köln taufen, wobei er den Namen Hermann annahm. Daraufhin traten beide als Chorherren ins Kloster Cappenberg ein.
In Cappenberg soll Hermann die in der historischen Forschung umstrittene Autobiografie De conversione sua opusculum verfasst haben, wohl zwischen 1145 und 1150. Darin schildert der Autor – mit Hinweisen auf die Cappenberger Gründungsgeschichte – seine Bekehrung, die sich in anderer Form in der Lebensgeschichte des Grafen Gottfried von Cappenberg, der Vita Godefridi, wiederfindet. Eine gleiche Autorschaft von opusculum und vita wird daher teils angenommen, teils zumindest nicht ausgeschlossen.
Hermann soll vor 1147, wahrscheinlich 1143 erster Propst des neu gegründeten Prämonstratenserklosters Scheda geworden sein; doch wird diese Vermutung in der neueren historischen Forschung weitgehend abgelehnt. Hermann starb nach 1181.